# Lunar Orbiter 3
Lunar Orbiter 3 – trzecia z bezzałogowych sond programu Lunar Orbiter. Został zaprojektowany przede wszystkim do sprawnego fotografowania powierzchni Księżyca oraz ustalenia odpowiedniego i bezpiecznego miejsca na lądowania załogowych misji z programu Apollo. Był także przystosowany do pomiarów natężenia promieniowania kosmicznego.

## Przebieg misji
Satelita został wystrzelony 5 lutego 1967 o godzinie 1:17 GMT. 9 lutego 1967 próbnik wszedł na orbitę okołoksiężycową o wys. 200/1850 km, okresie orbitalnym 218,6 min. oraz inklinacji 21° (później 55/1847 km, 209 min.). Sonda ta zrobiła zdjęcie pojazdu Surveyor 1; lądownik ten był kilkakrotnie mniejszy od modułu księżycowego Apollo. 31 marca 1967 roku sonda przestała przekazywać obrazy, przesyłając nadal dane dotyczące pyłu kosmicznego, różnych rodzajów promieniowania w otoczeniu Księżyca oraz jego pola grawitacyjnego.
W sumie wykonano 477 fotografii wysokiej i 149 średniej rozdzielczości. Większość danych była zbierana w celu przygotowania następnych misji.
Orbita sondy była śledzona aż do chwili, gdy na przewidziane polecenie 9 października 1967 r. uderzyła w powierzchnię Księżyca o współrzędnych 14,3°N 97,7°W, a więc na wschód od krateru Wegener i Sternberg (na granicy widocznej i niewidocznej strony Księżyca).